# Elisabetta De Luca
Elisabetta De Luca, eigentlich Elisabetta de Luca Bossa bzw. eingedeutscht auch Elisabeth (* 3. Juli 1969 in Neapel), ist eine italienisch-österreichische Autorin.

## Leben
De Luca stammt aus Neapel und lebt in Wien. Ihr Bruder ist der Comedian Ciro de Luca. Nach dem Studium der Rechtswissenschaften von 1989 bis 1994 an der Universität Salerno und  Dolmetsch italienisch an der Universität Wien von 1994 bis 1997 hat sie einige Jahre in Rechtsanwaltskanzleien in Wien und Neapel gearbeitet, ehe sie 2001 ihre eigene PR-, Event- und Marketingagentur gründete. Unter anderem organisiert sie 2004 die Messe „Festa Italiana“ in der Wiener Stadthalle und übernahm 2010 von Barbara Coudenhove-Kalergi das Marketing für das Institut zur Cooperation bei Entwicklungs-Projekten (ICEP), das sie bis 2014 innehatte. Zudem ist sie Managerin ihres Bruders.
Heute ist sie insbesondere als Buchautorin und freie Journalistin für Italien-Themen tätig. Der mit Fotos von Carlos de Mello illustrierte und gemeinsam veröffentlichte Wien-Führer Wien modern. Architektur – Design – Style. (2010) wurde auch in der Bücherausstellung „Wiener Moderne“ der Österreich-Bibliothek Kiew an der Wernadskyj-Nationalbibliothek der Ukraine präsentiert. Ihre bislang letzte Veröffentlichung, das Kochbuch Mediterraneo (2015), in dem sie Luigi Barbaro mit Rezepten eingebettet in kleine Geschichten anlässlich seines 30-jährigen Firmenjubiläums präsentierte, wurde von Armin Thurnher im Falter besprochen und war Buchtipp in der Sendung Radio Steiermark am Vormittag des Radiosenders ORF Steiermark sowie im Wirtschaftsblatt.

## Veröffentlichungen
als Autorin:
- De Luca kocht. Präsentiert von Elisabetta De Luca. Pichler Verlag/styriabooks, 2001, ISBN 3-85058-255-8.
- De Luca’s Bella Napoli. Der Comedy-Star präsentiert seine Heimat. (mit Fotobeiträgen von Mani Hausler) NP Buchverlag, 2003, ISBN 3-85326-218-X.[10]
- mit Fotobeiträgen von Carlos de Mello: Wien modern: Architektur . Design . Style, Pichler Verlag/styriabooks, 2010, ISBN 978-3-85431-520-9.
- Mediterraneo. Eine kulinarische Reise durch Süditalien mit Rezepten von Luigi Barbaro. Pichler Verlag/styriabooks, 2015, ISBN 978-3-85431-716-6. (Fotoillustration: Mani Hausler)
- Neapel abseits der Pfade, Braumüller Verlag, 2019, ISBN 978-3-99100-274-1.
- Rom abseits der Pfade, Braumüller Verlag, 2023, ISBN 978-3-99100-360-1.
- Benvenuti a Casa Barbaro, Pichler Verlag/styriabooks, 2024, ISBN 978-3-222-14054-9

als Herausgeberin:
- Weibstrümmer. Die Bildhauerin Gerda Fassel. (mit Beiträgen von Ingvild Birkhan und Grundsatzbemerkungen zu den Arbeiten Gerda Fassels von Manfred Wagner.) Universität für Angewandte Kunst Wien, 2003, ISBN 3-85211-104-8, S. 29–30.[11]
- Gerda Fassel: Zeichnungen. Studien – Skizzen – Kritzeleien. Universität für angewandte Kunst Wien, 2006.[12]